# Xanthorhoe restricta
Xanthorhoe restricta là một loài bướm đêm trong họ Geometridae.